# Orogenèse varisque

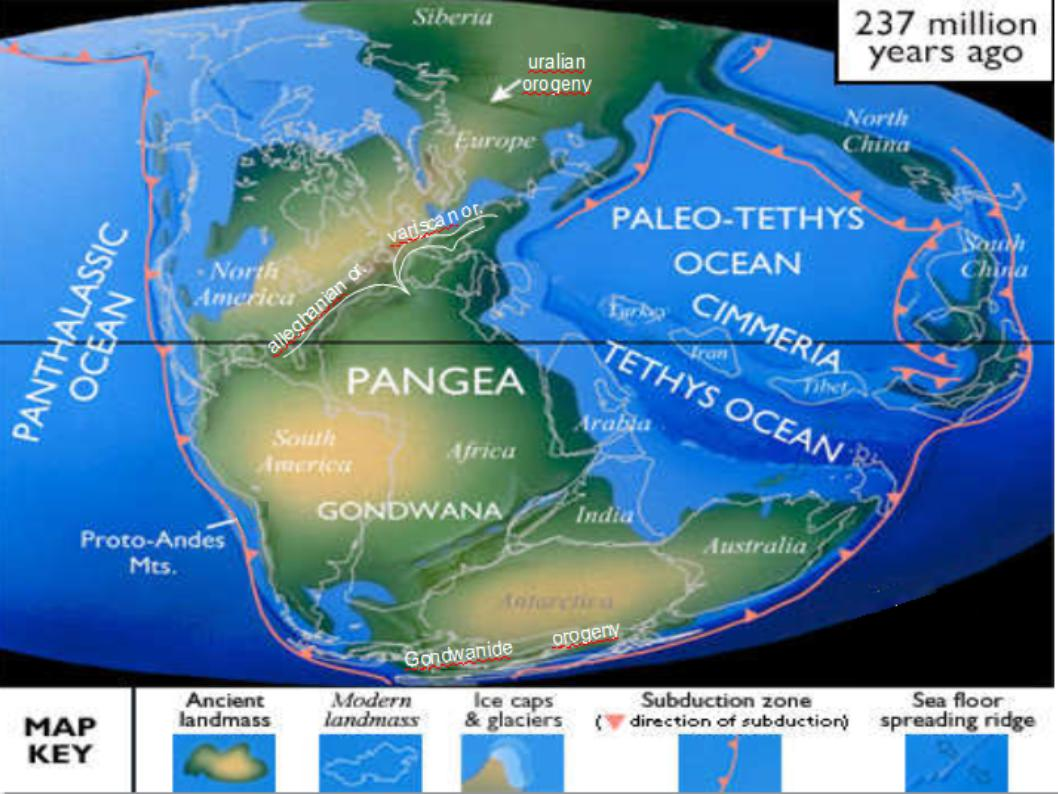
Reconstruction moderne de la Pangée (il y a 237 millions d'années). La collision entre la Laurussia et le Gondwana à l'origine de ce supercontinent est le moteur de l'orogène varisque (en sur la carte) dont l'empreinte subsiste notamment à travers l'Europe (dessinant un V dont la pointe serait le Massif central).

L’orogenèse varisque ou hercynienne (appelé aussi cycle varisque ou cycle hercynien) est un cycle orogénique paléozoïque qui a débuté au Dévonien et s'est terminé avec le Permien, formant la chaîne varisque. Il succède aux cycles orogéniques cadomien et calédonien.

## Nom
Dès la fin du XIXe siècle, les géologues définissent les principales caractéristiques des chaînes d'âge carbonifère en Europe, et notamment leurs directions structurales. En 1886, dans son ouvrage La face de la Terre, le géologue autrichien Eduard Suess définit la chaîne armorico-varisque en distinguant un rameau NO-SE dit armoricain et un rameau NE-SO dit varisque. Il emprunte le vocable varisque à la tribu germanique des Varisques vivant dans le massif de Bohême. En 1887, l'étude du bassin houiller du Nord de la France par le géologue français Marcel Bertrand lui permet de définir une orogenèse hercynienne dont le nom est dérivé du massif du Harz en Allemagne (qui a donné le nom Hercynia silva, forêt hercynienne germanique redoutée des Romains), mais les géologues allemands privilégient le terme varisque car celui d'hercynien est déjà utilisé par Leopold von Buch en 1824 pour désigner la direction structurale NE-SO du Harz. En 1924, Hans Stille « nomme chaîne varisque ce domaine orogénique. Par la suite, selon qu'ils suivent M. Bertrand ou H. Stille, les géologues ont utilisé les termes d'hercynien ou de varisque comme synonymes pour qualifier, en Europe, une chaîne post-calédonienne et anté permienne »
Suess s'intéressait plus aux différences paléontologiques et structurales entre les chaînes de montagnes alors que Bertrand cherchait plus à trouver des corrélations entre ces massifs. Aussi, parle-t-on aujourd'hui préférentiellement, pour désigner des entités géologiques cependant communes, de chaîne ou orogenèse varisque (Appalaches-chaîne varisque sensu stricto-ceinture orogénique centrale) et de massifs hercyniens. Cependant, même si « les termes varisque ou hercynien peuvent être considérés comme synonymes », « les auteurs et les journaux scientifiques anglo-saxons privilégient le terme varisque qui s’est peu à peu imposé dans la littérature internationale ».

## Tectonique

La chaîne hercynienne marquée par des torsions (virgations) dont la plus marquée est l'arc ibéro-armoricain.

Les structures de déformation de la chaîne hercynienne.

L'orogenèse varisque trouve son origine dans le rapprochement puis le chevauchement de plusieurs masses continentales : les microcontinents Avalonia et Armorica entre les deux supercontinents du Protogondwana et de la Laurussia (réunion des continents du Laurentia et du Baltica lors de l'orogenèse calédonienne). Cette collision continentale, contemporaine de la disparition des océans Centralien et Rhéique, est à l'origine de la surrection de plusieurs massifs européens, notamment ceux d'Allemagne dont le Harz, qui a donné son nom à « hercynien », des Ardennes, du massif des Vosges, du Massif central et de l'Oural, mais aussi du Massif armoricain. Ce rapprochement aboutit au supercontinent de la Pangée. C'est au Permien, avec la fin des convergences appalachienne et de l'Oural et la constitution finale de la Pangée, que cesse ce régime de déformation générale.
Il est responsable de la formation de la chaîne de montagnes appelée chaîne hercynienne (ou chaîne armoricaine, ou encore chaîne varisque), orogène sinueux de 5 000 km de long (du Sud de l'Espagne jusqu'au Caucase), 700 km de large et 6 000 m d'altitude initialement, dont les structures sont encore bien visibles en Europe et en Amérique du Nord. En effet, une partie des Appalaches dans l'Est des États-Unis d'Amérique s'est érigée comme résultat du plissement hercynien.
Cette chaîne hercynienne est caractérisée par le plissement de tous les terrains primaires plus vieux que le Carbonifère et même, localement, plus vieux que le Permien. Elle est partiellement masquée par les bassins sédimentaires, et surtout a été profondément disloquée à partir du Permien par les déformations ultérieures dont il faut tenir compte pour toute reconstitution.

## Phases
Le modèle de référence de l'évolution de la chaîne varisque reste celui de Matte, même si certains de ses aspects doivent être précisés ou revus. L’évolution géodynamique de la chaîne a en effet depuis fait l’objet de nombreuses tentatives de reconstructions, utilisant différentes hypothèses et différentes méthodes comme des études paléontologiques (Cocks, 2000 ; Robardet, 2003), des études structurales et métamorphiques (Matte, 2001 ; Faure et al., 1997 ; Cartier et al., 2001), des études paléomagnétiques (Tait et al., 1997) ou encore des modélisations numériques (Stampfli et Borel, 2002).
On distingue dans le cycle varisque de nombreuses phases tectoniques :
- la phase orogénique ardennaise, la plus ancienne terminant le plissement calédonien et commençant le plissement hercynien (au début du Dévonien inférieur, ou Gédinnien, il y a environ 400 millions d'années) ;
- la phase orogénique bretonne, au début du Carbonifère inférieur, ou Tournaisien, il y a environ 360 Ma ;
- la phase orogénique sudète, au début du Carbonifère supérieur, ou Namurien, il y a environ 320 Ma ;
- la phase orogénique de l'Erzgebirge (monts Métallifères), au milieu du Carbonifère supérieur, ou Westphalien, il y a environ 310 Ma ;
- la phase orogénique asturienne, à la fin du Carbonifère supérieur, ou Stéphanien, il y a environ 300 Ma ;
- la phase orogénique saalienne, au Permien inférieur, à la fin de l'Autunien et au début du Saxonien, il y a environ 270 Ma ;
- la phase orogénique palatine, la plus récente, à la fin du Permien supérieur, ou Thuringien, il y a environ 250 Ma.

Au milieu de l'Ordovicien, se sont détachés de la marge Nord du Gondwana les terranes d'Armorica et d'Iberia, ouvrant l'océan Centralien alors que l'océan Rhéique séparait la Laurussia et le Gondwana. Au Silurien la collision entre Gondwana et Armorica finit par fermer l'océan Centralien par subduction (les laves métamorphisées de cet océan se retrouvent notamment dans les schistes bleus à glaucophane de l'île de Groix) au Dévonien inférieur. Au Dévonien, le Gondwana, qui a continué de dériver vers le nord, amorce sa collision avec le supercontinent Laurussia et les terranes Armorica-Iberia, fermant l'océan Rhéique par subduction (témoins de cette subduction : formations de bassin d'arrière-arc de la Brévenne et de Génis, ophiolites des Sudètes, de Cornouaille, du Harz) et créant l'orogenèse hercynienne au cours de laquelle se soulèvent également les Appalaches et les Mauritanides : c'est l'assemblage de la Pangée, achevé au début du Permien (290 Ma).

## Modèle simplificateur

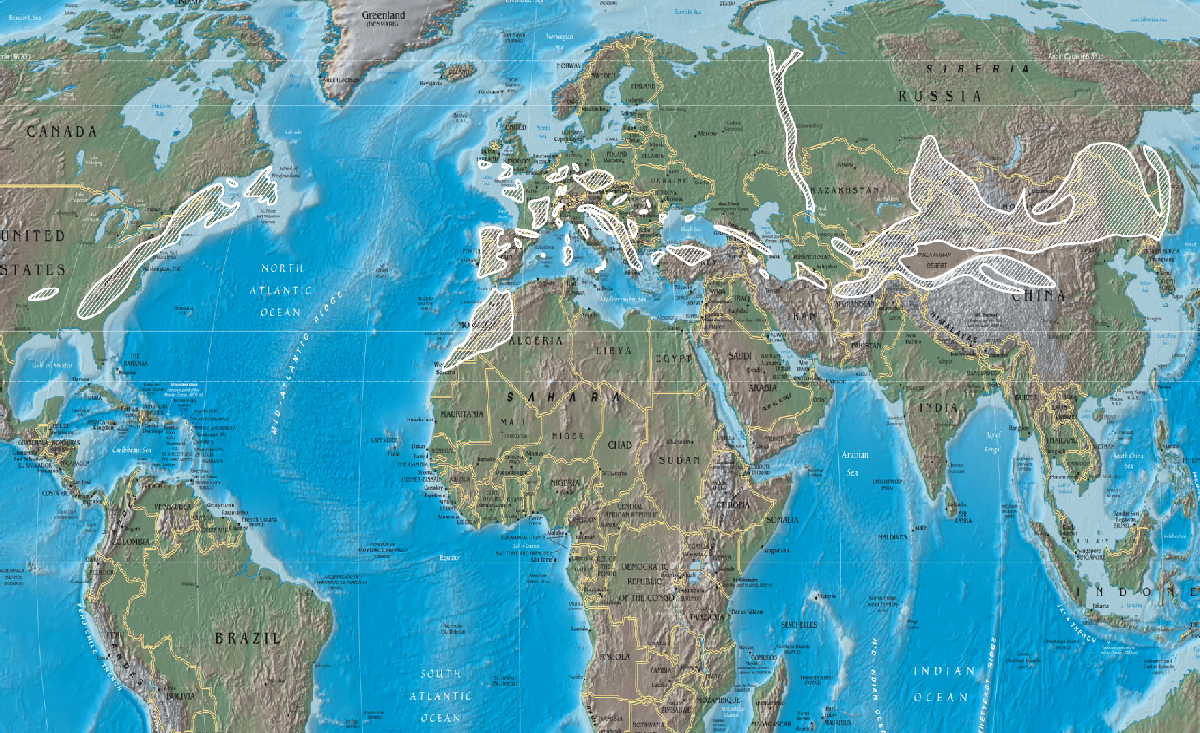
La zone hachurée montre la répartition des chaînes varisques (en Europe, en Amérique du Nord avec les Appalaches et en Afrique du Nord avec les Mauritanides) et celles d'âge similaire (Oural, steppe eurasienne). Le « modèle himalayen » permet de considérer que cette chaîne de collision était, par endroits, l'équivalent d'une sorte de zone himalayenne actuelle.

Le « modèle himalayen » de Mattauer, comparant la chaîne de collision hercynienne à l'Himalaya, n'est pas vérifié pour toute la chaîne mais permet de traduire le mécanisme global qui a présidé à sa naissance et de dire, dans un raccourci simplificateur, qu'il y a environ 350 millions d'années, « il y avait un Everest à Lyon, un Annapurna à Clermont-Ferrand et un Tibet à la place du Bassin parisien ».